# نگهدارنده میوه

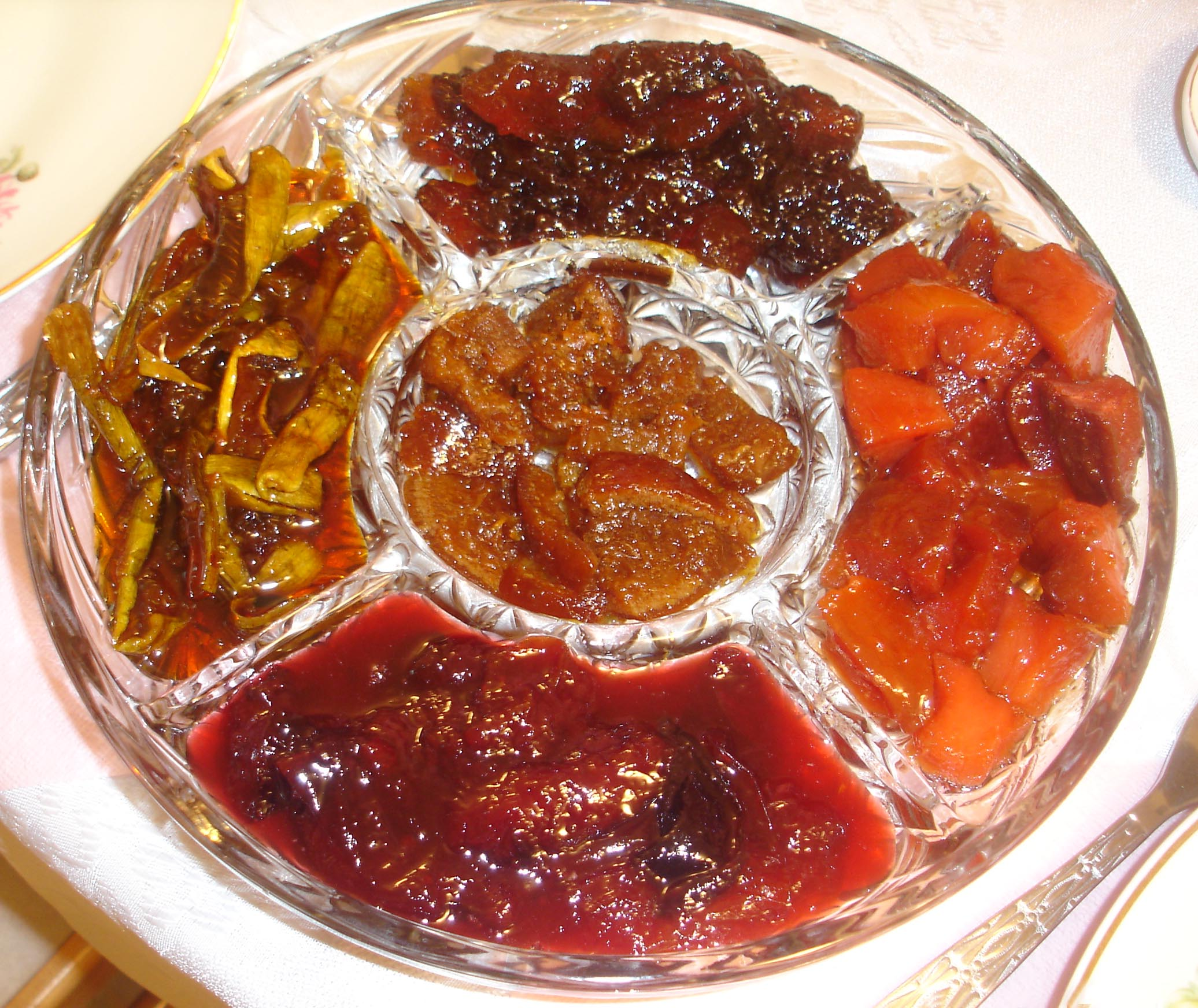
پنج نوع نگهدارندهٔ میوه (در جهت عقربه‌های ساعت از بالا): سیب، گنه، آلو، کدو، پرتقال (در وسط)

نگهدارندهٔ میوه (به انگلیسی: Fruit preserves)، به عمل آماده‌سازی میوه‌هایی گفته می‌شود که عامل اصلی نگهدارنده آنها شکر و گاهی اسیدهای خوراکی است که اغلب در  ظروف شیشه‌ای ذخیره می‌شوند و به عنوان چاشنی یا غذا استفاده می‌شوند.
انواع مختلفی از مواد نگهدارندهٔ میوه در سطح جهان وجود دارد که با روش تهیه، نوع میوه مورد استفاده و قرار دادن در یک وعده غذایی متمایز می‌شوند. مواد غذایی شیرین مانند مربا، ژله و مارمالاد اغلب در وعده صبحانه روی نان یا به عنوان ماده شیرینی یا دسر خورده می‌شوند، در حالی که مواد غذایی ترش و شیرین‌تر که از میوه‌های گیاهی مانند گوجه فرنگی، کدو سبز یا کدو تنبل تهیه می‌شوند، در کنار غذاهای خوش طعمی مانند پنیر، و وعده‌های غذایی سرد و کاری مصرف می‌شوند.